# Mahendranath Gupta

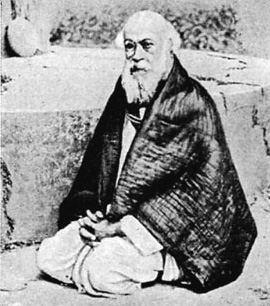
Mahendranath Gupta, 1920

Mahendranath Gupta (bengali মহেন্দ্রনাথ গুপ্ত) (ur. 12 marca 1854, zm. 4 czerwca 1932) – bengalski pisarz, jogin i święty hinduistyczny, uczeń Śri Ramakryszny Paramahansy. Swoje utwory podpisywał tylko bengalską literą "M". Jego dom zwany obecnie Kathamrita Bhavan, znajdujący się niedaleko Thanthania Kali Temple w Kalkucie jest miejscem pielgrzymek hindusów.

## Życie
Był synem Madhusudana Gupty i Swarnamayi Devi, rodziny z dzielnicy Shimuliya w Kalkucie. Po szkole elementarnej (Hare School), ukończył w 1874 r. Presidency College, stając się z czasem nauczycielem języka angielskiego, psychologii i ekonomii w różnych kalkuckich szkołach. Przez pięć lat pełnił obowiązki profesora w Surendranath College. Założył szkołę o nazwie Ishwar Chandra Vidyasagar's high school, gdzie nazywano go Guru Mahaśaja. W 1874 r. poślubił Nikunja Devi.

## Droga duchowa
Przynależał do Brahmo Samadź. W roku 1882 został przedstawiony Śri Ramakrysznie Paramahansie pełniącemu wówczas obowiązki kapłana w Dakshineswar Kali Temple. Często odwiedzał tego świętego. Po jego śmierci wspomagał finansowo rodzinę Swamiego Wiwekanandę i Sarady Dewi. Był w początkowym okresie przewodnikiem duchowym Paramahansy Joganandy, gdy mieszkał pod 50 Amherst Street. Jako Mistrz Mahaśaja został przez tegoż opisany w dziewiątym rozdziale książki Autobiografia Jogina.(Zobacz wersję ang. wspomnianego rozdziału).

## Twórczość
Mahendranath jest szczególnie znany jako autor Sri Sri Ramakryshna Kathamryta (The Gospel of Sri Ramakrishna). Jest to podstawowy zbiór nauk Ramakryszny Paramahansy. Pierwsza edycja w języku angielskim, pod pseudonimem : M., a son of the Lord and Disciple, miała miejsce w 1897 roku. Dzieło to składa się z pięciu tomów. Jego jednotomowe opracowanie Gospel of Ramakryszna autorstwa Swamiego Abhedanandy powstało w 1907 roku.